# European Scientific Cooperative on Phytotherapy
Die European Scientific Cooperative on Phytotherapy (kurz ESCOP) ist ein 1989 gegründeter Dachverband nationaler europäischer Gesellschaften für Phytotherapie (Pflanzenheilkunde). In ihm sind auch Mitglieder aus Nicht-EU-Staaten organisiert.

## Aufgaben
Die ESCOP wurde 1989 in Köln gegründet. Gründungsmitglieder waren nationale Fachgesellschaften aus Belgien, der Schweiz, Deutschland, Frankreich, den Niederlanden und dem Vereinigten Königreich. Die ESCOP erstellt durch ein wissenschaftliches Komitee Monografien zu Arzneidrogen (vgl. die deutsche Kommission E). Ziel war, den wissenschaftlichen und regulatorischen Status von pflanzlichen Arzneimitteln in Europa zu harmonisieren. Gleichzeitig sollte die wissenschaftliche Forschung mit Arzneipflanzen gefördert werden. Seit 1992 werden Monografien zu Arzneipflanzen veröffentlicht, in denen u. a. Wirkung, Anwendungsbereiche und Dosierungen wissenschaftlich beschrieben werden. 2003 wurden 80 Monografien in Buchform veröffentlicht, 2009 kamen 27 weitere hinzu. Neue Monografien werden seit 2011 online veröffentlicht. Die Angaben in den Monografien dienen pharmazeutischen Unternehmen als wichtige Orientierung für Zulassungs-/Registrierungsanträge für pflanzliche Arzneimittel und können basierend auf den Regelungen des Gemeinschaftskodexes für Humanarzneimittel auch von den Arzneimittelbehörden bei der Antragsprüfung herangezogen werden. Der Aufbau einer Monografie  entspricht strukturell einer  Zusammenfassung der Merkmale des Arzneimittels (Summary of Product Characteristics).  ESCOP-Monografien geben einen ausgewählten Überblick über die publizierte Literatur. In verschiedenen Fachpublikationen werden ESCOP-Monografien neben WHO-Monografien als Literatur-Quellen und als Expertenmeinungen erwähnt.
Für ein Laienpublikum, das sich für die Behandlung von Alltagsbeschwerden mit pflanzlichen Arzneimitteln interessiert, wurden die Inhalte der ESCOP-Monografien in eine leicht zu verwendende App (ESCOP Herb Reference App) übersetzt.
Die ESCOP beteiligte sich u. a. an fünf Fachsymposien, Veranstaltungen in Zusammenarbeit mit den Mitgliedsgesellschaften und mit der internationalen Gesellschaft für Arzneipflanzen- und Naturstoff-Forschung (GA). An einem Fachsymposium unter Leitung der Schweizerischen Medizinische Gesellschaft für Phytotherapie (SMGP) im Jahr 2014 mit dem Universitätsspital Zürich, dem Forschungsinstitut für Biologischen Landbau (FiBL), Frick, und der Fachgruppe Phytopharmazie der Zürcher Hochschule für Angewandte Wissenschaften (ZHAW), Wädenswil, war ESCOP unterstützend aktiv.

## Mitglieder
Spezialisten aus folgenden internationalen Gesellschaften und aus einigen weiteren Ländern sind in ESCOP’s Scientific Committee vertreten:
- Deutschland: Gesellschaft für Phytotherapie e. V.
- Frankreich: Association Française pour le Médicament de Phytothérapie
- Italien: Società Italiana di Fitochimica
- Niederlande: Nederlandse Vereniging voor Fytotherapie
- Österreich: Österreichische Gesellschaft für Phytotherapie
- Polen: Polish Herbal Committee
- Portugal: Sociedade Portuguesa Fitoquimica e Fitoterapia (SpFito)
- Rumänien: National Inter-Professional Organization of Associations   in the Field of Medicinal and Aromatic Plants
- Schweiz: Schweizerische Medizinische Gesellschaft für Phytotherapie www.smgp.ch
- Spanien: Sociedad Espanola de Fitoterapia (SEFIT)
- Türkei: Turkish Society of Pharmacognosy and Phytotherapy
- Türkei: Türk Fitoterapi Dernegi
- Ungarn: Hungarian Society of Pharmaceutical Sciences – Medicinal Plant Section
- Vereinigtes Königreich: British Herbal Medicine Association

Spezialisierte Berater aus Belgien, Dänemark und Irland wirken mit in ESCOP’s Scientific Committee.

## Veröffentlichungen
- ESCOP monographs. Thieme, Stuttgart 2003, ISBN 3-13-129421-3.
- ESCOP monographs. Supplement. Thieme, Stuttgart 2009, ISBN 978-3-13-149981-3.
- Archives for Monograph: Online Monographien-Archiv der ESCOP. Kurze Zusammenfassungen der Inhalte der einzelnen Monografien können eingesehen werden (englisch).